# YouGov Schweiz
Die YouGov Schweiz AG (ehem. Link Marketing Services AG) mit Hauptsitz in Luzern ist ein international tätiges Schweizer Marktforschungsunternehmen.
Der Anbieter erhebt für Unternehmen sowie für Institutionen der öffentlichen Verwaltung und Forschungseinrichtungen repräsentative Umfragen in den Bereichen Marketingforschung, Sozialforschung, Medienforschung, Mobilitätsforschung, sensorische Marktforschung sowie ethnografische Marktforschung. Die Datenerhebung erfolgt durch Onlineumfragen, computerassistierte Telefonbefragungen, digitale Datenerhebung, persönliche Einzel- und Gruppenbefragungen, schriftliche Umfragen, PoS-Befragungen und Mystery Shopping. Zur Auswertung nutzt YouGov Inhaltsanalysen und multivariate Verfahren.
YouGov Schweiz betreibt in den deutsch-, französisch- und italienischsprachigen Regionen der Schweiz insgesamt zwei Callcenter für computergestützte Interviews, 90 CATI-Stationen in Luzern und Lausanne sowie weitere Einrichtungen zur Datenerhebung wie Teststudios und Räume für Befragungen. Für Onlineumfragen kann das Unternehmen nach eigenen Angaben auf ein Online-Panel mit 140 000 telefonisch rekrutierten Teilnehmern aus der Schweiz zugreifen.
Link Marketing Services wurde im Dezember 2021 vollständig von YouGov, einem britischen, international tätigen Markt- und Meinungsforschungsunternehmen übernommen und im März 2024 in YouGov Schweiz umbenannt. Im Geschäftsjahr 2021 erzielte Link Marketing Services einen Umsatz in Höhe von 23 Millionen Schweizer Franken.

## Geschichte
Das Unternehmen wurde 1981 unter dem Namen Link Institut von Joseph Stofer und Horst Heidemeyer in Luzern gegründet. Ab 1984 setzte es als erster Schweizer Marktforscher eine selbst entwickelte Software für computergestützte Telefonbefragungen ein.
1986 wurde eine Niederlassung in Frankfurt am Main eingerichtet. Für die Durchführung von Aufträgen im Bereich der qualitativen Markt- und Meinungsforschung wurde 1989 die Tochtergesellschaft Link Qualitative AG gegründet. 1998 begann das Institut mit Online-Befragungen, für die ein telefonisch rekrutiertes Online-Panel aufgebaut wurde.
Seit 2006 greift das Unternehmen auf Online-Fokus-Gruppen als Befragungsmethode zurück. 2009 eröffnete eine Niederlassung in Lugano, zwei Jahre später begann das Unternehmen mit der Durchführung von Telefonbefragungen über Smartphones. Am 23. April 2012 fusionierte die Link Marketing Services AG mit der D & S Institut für Markt- und Kommunikationsforschung AG.
Das deutsche Online-Panel des Unternehmens wurde im März 2016 an Forsa verkauft. Benedikt Lüthi, seit 2016 im Verwaltungsrat des Unternehmens, wurde im November 2017 zum Geschäftsführer ernannt. Im Mai 2019 erfolgte die Eingliederung der Tochtergesellschaft Link Qualitative AG in die Link Marketing Services AG.
Im Geschäftsjahr 2020 wurde der operative Hauptsitz des Unternehmens nach Zürich-Altstetten verlegt. Ein Jahr später, im September 2021, stellte das Unternehmen mit dem Swiss Brand Observer eine Marktforschungsmethode vor, die gemeinsam mit der Universität Luzern entwickelt wurde und mit der Marken den Einfluss ihrer Marketing-Kampagnen besser einschätzen können. Hierfür bewerten wöchentlich 2 000 Konsumenten des unternehmenseigenen Online-Panels 200 Marken anhand relevanter Marketing- und Management-Kennzahlen.
Im Dezember 2021 wurde Link Marketing Services von der britischen Unternehmensgruppe YouGov übernommen.
Die beiden Geschäftsleitungsmitglieder Lukas Theiler und Stefan Reiser verliessen im Januar 2024 das Unternehmen. Julien Chevignon, der zuvor die Geschäftsführung der Sparte Western Europe bei YouGov innegehabt hatte, übernahm daraufhin die Interimsleitung.
Im März 2024 wurde Link Marketing Services in YouGov Schweiz umbenannt.

## Unternehmensstruktur
YouGov Schweiz gliedert seine Tätigkeit in die drei Geschäftsbereiche Marketingforschung, Sozialforschung und digitale Dienstleistungen, für die jeweils ein Mitglied der Geschäftsleitung zuständig ist.

### Marketingforschung
Der Marketingforschungsbereich erhebt und analysiert für europäische Unternehmen Daten zu den Themen Reputation von Marken und Unternehmen, Kundensegmentierung, Produktentwicklung und Preisfindung, Kundenzufriedenheit und Kundenbindung sowie Analyse des Konsumentenverhaltens. Zudem werden Konzept- und Produkttests, Marktanteilsstudien und Studien zur Preispolitik durchgeführt.
Weiter betreut das Unternehmen im Auftrag der WEMF die Mach-Studien. Dabei handelt es sich um umfangreiche, seit 1990 kontinuierlich durchgeführte zusammenhängende Erhebungen zur Mediennutzung (Mach basic) und zum Freizeit- und Einkaufsverhalten (Mach Consumer) der Schweizer Bevölkerung, die eine wichtige Informationsquelle für die Schweizer Wirtschaft und Medien darstellen. Im Rahmen dieser Untersuchungen führt YouGov Schweiz jährlich 19.000 Telefoninterviews für Mach basic durch und befragt jeden zweiten Teilnehmer zusätzlich schriftlich für Mach Consumer.

### Sozialforschung
Das Unternehmen erhebt Daten für Bevölkerungsstudien und Umfragen wie z. B. Mitarbeiterzufriendheitsstudien und Mieterzufriedenheitsbefragungen, die von Bundesämtern und weiteren Einrichtungen der öffentlichen Verwaltung sowie von Universitäten und privaten Organisationen in Auftrag gegeben werden. Thematische Schwerpunkte liegen im Bereich der Arbeitsmarkt-, Gesundheits-, Bildungs-, Politik-, Medien- und Mobilitätsforschung.
Für den Bundesrat werden seit 2016 die im Rahmen des Vox-Projekts stattfindenden telefonischen Nachbefragungen nach allen eidgenössischen Volksabstimmungen durchgeführt. Eine langjährige Kooperation existiert mit dem Schweizer Bundesamt für Statistik, für das YouGov Schweiz unter anderem seit 1991 die Schweizerische Arbeitskräfteerhebung (SAKE) durchführt.
Für das Staatssekretariat für Bildung, Forschung und Innovation entwickelte YouGov Schweiz von 1997 bis 2017 das sogenannte Lehrstellenbarometer, das mittlerweile als Nahtstellenbarometer bekannt ist. Diese Erhebung diente dazu, Veränderungen auf dem Schweizer Lehrstellenmarkt zu analysieren.
Im Auftrag des Bundesamts für Sport und weiterer Kooperationspartner erhebt das Unternehmen in mehrjährigen Abständen Daten für die Studien Sport Schweiz zum Sportverhalten der Schweizer Bevölkerung. Zudem übernahm YouGov Schweiz im Auftrag des Bundesamtes für Kommunikation die Feldarbeit für die Studie Medienmonitor Schweiz, welche die Struktur des Schweizer Medienmarkts untersucht. Darüber hinaus war das Unternehmen auch an der Datenerhebung für das Tabakmonitoring beteiligt, eine Studie zum Tabakkonsum der Schweizer Wohnbevölkerung, die vom Psychologischen Institut der Universität Zürich im Auftrag des Bundesamtes für Gesundheit von 2001 bis 2010 durchgeführt wurde.
Für die Universität Lausanne und das Schweizer Kompetenzzentrum Sozialwissenschaften führt YouGov Schweiz seit 2006 persönliche Interviews im Rahmen der Share-Studie (Survey of Health, Ageing and Retirement in Europe) durch.
Zudem erstellt das Unternehmen für die Schweizerische Radio- und Fernsehgesellschaft regelmässig repräsentative Umfragen zu tagespolitischen, sozialen und kulturellen Themen.
Neben den breit angelegten Bevölkerungsstudien liegen weitere Schwerpunkte der Tätigkeit bei Einwohnerbefragungen im Auftrag von Gemeinden, Städten, Kreisen oder Kantonen sowie Mitarbeiterbefragungen.

### Digitale Dienstleistungen
Der Geschäftsbereich digitale Dienstleistungen entwickelt digitale Produkte und Technologien.

## Kritik
YouGov Schweiz ist branchenintern für seine rigiden Qualitätskontrollen im Callcenter bekannt. Das Unternehmen setzt die Methode des Silent Monitoring ein, bei der laufende Gespräche abgehört werden. Das Einkommen der im Stundenlohn und auf Abruf beschäftigten Angestellten hängt von Faktoren ab, auf die sie kaum Einfluss nehmen können, wie beispielsweise die Anzahl der sogenannten «harten» und «weichen» Verweigerer. Hierbei handelt es sich um die Anzahl jener telefonisch kontaktierten Personen, die sich nicht an der Umfrage beteiligen möchten. Die Belegschaft besteht hauptsächlich aus Schülern, Studierenden, Wiedereinsteigern und Menschen in schwierigen Lebenslagen.
Obwohl die durchschnittliche Anstellungsdauer der Interviewer mit drei Jahren doppelt so lang ist wie in klassischen Callcentern, sieht sich das Unternehmen dennoch mit einer hohen Fluktuation konfrontiert.
Im Jahr 2019 führte die Universität Zürich im Auftrag von YouGov Schweiz eine Studie durch, um Faktoren zu untersuchen, die die Arbeitszufriedenheit und das Kündigungsverhalten der Angestellten des institutseigenen Cati-Centers beeinflussen. Die Ergebnisse dieser Studie führten dazu, dass das Unternehmen ein Dashboard mit quantitativen und qualitativen Leistungsdaten einführte, das für alle Interviewer einsehbar ist. Zusätzlich wurden regelmässige Mitarbeitergespräche angesetzt und Anpassungen an der Rekrutierungsstrategie und dem Lohnmodell vorgenommen.

## Mitgliedschaften
YouGov Schweiz ist unter anderem Mitglied der Swiss Data Insights Association (ehemaliger Verband Schweizer Markt- und Sozialforschung vsms).